# Famille de Hungaria
Ne pas confondre avec Groupe de Hungaria.
La famille de Hungaria est une famille collisionnelle située au sein du groupe de Hungaria. Elle contient la majorité des astéroïdes de ce groupe mais doit en être distinguée, tant sur le plan théorique (distinction des notions de famille collisionnelle et de groupe orbital) que pratique (certains astéroïdes du groupe n'appartiennent pas à la famille).
La distinction entre le groupe et la famille n'a été clairement proposée qu'en 1994. Jusqu'alors les deux termes étaient utilisés de manière indifférente pour désigner ce qu'on appelle aujourd'hui le groupe de Hungaria, ce qui explique qu'on rencontre encore souvent l'expression "famille de Hungaria" utilisée à tort pour désigner le "groupe de Hungaria".
Se reporter à l'article Groupe de Hungaria pour plus détails.